# Lothar Gans
Lothar Gans, (Osnabrück, 17 februari 1953) is een Duits voormalig voetballer en voetbalcoach.

## Carrière
Gans speelde in de jeugdopleiding van VfB Schinkel, waarna hij in 1971 een contract ondertekende bij TuS Haste 01. Bij die club verbleef de rechtsback twee jaar, wat hij later ook deed bij SV Meppen. Na zijn periode daar tekende de Duitser bij VfL Osnabrück. Dat bleek een schot in de roos. De samenwerking leverden 292 competitiewedstrijden op voor Gans en daarin wist hij achtmaal doel te treffen. Zijn laatste seizoen speelde hij voor SV Holdorf.
In 1998 werd Gans bij VfL Osnabrück, zijn voormalige club als voetballer, aangesteld als technisch directeur, nadat hij bij TuRa Grönenberg Melle al actief was geweest als hoofdtrainer. In 2000 nam de oud-voetballers de honneurs nog even waar als eindverantwoordelijke bij het eerste elftal, nadat Michael Lorkowski niet meer aanwezig was in die functie. Gans was in acht duels de coach. Er werd tweemaal gewonnen, drie keer werd er gelijkgespeeld en in eveneens drie duels ging Osnabrück als verliezer van het veld. De opvolger van Gans was Jürgen Gelsdorf.